# Michelle Zatlyn
Michelle Zatlyn es cofundadora, presidenta y directora de operaciones de la empresa de ciberseguridad Cloudflare. También forma parte del consejo de administración de la empresa.

## Primeros años y educación
Zatlyn nació y creció en Prince Albert, Saskatchewan, Canadá.
Se graduó de la Universidad McGill con una licenciatura en química en 2001 y luego obtuvo una Maestría en Administración de Empresas de la Escuela de Negocios Harvard.

## Carrera
Después de trabajar en Google y Toshiba, Zatlyn se unió a la empresa emergente I Love Rewards (más tarde Achievers), un programa global de recompensas para empleados.
Zatlyn cofundó Cloudflare con sus compañeros de clase de la Escuela de Negocios de Harvard, Matthew Prince y Lee Holloway, en 2009. Forma parte de la junta directiva de Cloudflare y se desempeña como presidenta y directora de operaciones de la empresa.

Al hablar de su cofundación de Cloudflare, afirma:
Cuando se nos ocurrió Cloudflare, no sabía nada sobre seguridad en Internet, pero me importa mucho que me guste lo que hago. Sabía que si podía ayudar a crear seguridad en Internet, eso es algo por lo que podría trabajar duro y estar orgullosa; diez años después, tenemos 165 centros de datos, 12 millones de dominios y más de 800 empleados.
Zatlyn fue nombrada miembra de la junta directiva de la empresa australiana de software Atlassian en septiembre de 2021. Es miembro del equipo de Ciberseguridad del Aspen Institute.

## Premios
Zatlyn fue nombrada una de las "40 menores de 40" (2017) y "50 mujeres hechas a sí mismas" (2021) de la revista Forbes; También fue nominada como "Icono del emprendimiento canadiense" de C100 (2019). A partir de 2021 es miembro de los Jóvenes Líderes Globales del Foro Económico Mundial.